# Boko Haram
Boko Haram (da una locuzione hausa che letteralmente significa «l'istruzione occidentale è proibita») è un'organizzazione terroristica jihadista diffusa nel Nord della Nigeria. È anche nota come Gruppo della Gente della Sunna per la propaganda religiosa e il Jihād (in arabo جماعة اهل السنة للدعوة والجهاد‎?, Jamāʿat Ahl as-Sunna li-daʿwa wa l-Jihād). Nel 2015 si è alleata con lo Stato Islamico. Con la morte di Abubakar Shekau, il leader del Boko Haram nigeriano, l'organizzazione venne riorganizzata con due leader della fazione Bakura.

## Etimologia
L'organizzazione ha adottato il nome ufficiale di "Gruppo della Gente della Sunna per la propaganda religiosa e per il Jihād" (in arabo جماعة أهل السنة للدعوة والجهاد‎?, Jamāʿat Ahl al-Sunna li-daʿwa wa l-Jihād), ma nella città di Maiduguri, dove essa si era formata, le fu dato il soprannome di Boko Haram. Il nome "Boko Haram" deriva dalla parola hausa boko, che è liberamente traducibile come "educazione occidentale", e dalla parola araba harām, che indica un divieto legale, metaforicamente il "peccato". Il nome significa quindi "l'educazione occidentale è sacrilega" o "vietata" o "peccato". Il nome è dovuto alla dura opposizione all'Occidente, inteso come corruttore dell'Islam.

## Storia

### Fondazione e primi anni
Il gruppo viene fondato da Ustaz Mohammed Yusuf nel 2002 nella città di Maiduguri con l'idea di instaurare la shari'a nel Borno con l'ex governatore Ali Modu Sheriff. Yusuf fonda un complesso religioso che comprende una moschea e una scuola, dove le famiglie povere della Nigeria e degli Stati vicini possano iscrivere i propri figli. Il centro si dà altri obiettivi politici e presto lavora per reclutare i futuri jihādisti per combattere lo Stato federale. Il gruppo include membri provenienti dai confinanti Ciad e Niger, e parla solamente arabo. Nel 2004 il complesso sposta la propria sede nel villaggio di Kanamma, vicino al confine col Niger.
Eric Guttschuss (Human Rights Watch) racconta a IRIN News che Yusuf attirava con successo seguaci tra i giovani disoccupati "parlando male della polizia e della corruzione politica". Abdulkarim Mohammed, studioso di Boko Haram, ha aggiunto che le insurrezioni violente in Nigeria sono dovute "alla frustrazione per la corruzione e al malessere sociale sulla povertà e la disoccupazione".
È stato ipotizzato che Yusuf abbia fondato Boko Haram vedendo l'opportunità di collegare l'inefficienza del governo, al centro dell'odio della popolazione, con l'influenza occidentale sulla cultura nigeriana. Per reclutare membri si è inizialmente servito di un'organizzazione precedente, l'Izala Society, un gruppo islamista conservatore presente nello Stato del Borno, e avrebbe poi deciso di separarsi per creare la sua fazione indipendente. Originariamente non vi era ostilità aperta tra l'Izala, gli uomini di Yusuf e il governo nigeriano. Durante i suoi primi sette anni, Boko Haram ha condotto attività relativamente pacifiche, purtuttavia il governo ha ripetutamente ignorato gli avvisi sul carattere sempre più militante dell'organizzazione. Il Consiglio degli Ulama ha avvisato il governo e l'ente televisivo statale nigeriano di non diffondere le predicazioni di Yusuf, ma i loro suggerimenti sono stati ignorati. L'arresto di Yusuf lo eleverà al rango di eroe. Il vicegovernatore del Borno, Alhaji Dibal, ha dichiarato che Al-Qāʿida ha avuto rapporti con Boko Haram ma che li aveva interrotti ritenendo Yusuf una persona inaffidabile.
Alcune fonti ritengono che Boko Haram sia stato segretamente aiutato dalla CIA per destabilizzare la Nigeria.

### 2009
Nel 2009 la polizia ha iniziato delle indagini sotto il nome di "Operazione Flush". II 26 luglio le forze di sicurezza hanno arrestato nove membri di Boko Haram e confiscato armi e attrezzature per creare bombe. Questi episodi hanno portato ad attacchi di vendetta contro la polizia e a una rivolta nell'area del Borno. In risposta ai disordini venne lanciata un'offensiva militare che il 30 luglio aveva già causato oltre settecento morti, in gran parte membri di Boko Haram, e che aveva causato la distruzione di edifici pubblici quali scuole, uffici del governo, luoghi di preghiera e prigioni. Yusuf, il fondatore del gruppo, venne arrestato e morì in custodia ufficialmente durante un tentativo di fuga. Come era successo già decenni prima durante le rivolte a Kano nel 1980, l'uccisione di un leader di un gruppo estremista avrebbe portato a conseguenze impreviste. Yusuf venne sostituito dal suo braccio destro Abubakar Shekau, fino al 2015 ancora leader dell'organizzazione.

### 2010
Nel settembre 2010, dopo essersi riunito sotto il nuovo leader, Boko Haram ha fatto uscire di prigione 105 suoi prigionieri insieme a oltre 600 altri prigionieri e ha iniziato a lanciare attacchi in diverse aree della Nigeria settentrionale.

### 2011
Il gruppo ha continuato a crescere e aumentare la sua capacità operativa, lanciando una serie di attacchi con degli ordigni esplosivi improvvisati e, nel giugno 2011, attaccando con un'autobomba una centrale di polizia ad Abuja, uccidendo sei persone. Nell'agosto dello stesso anno, Boko Haram ha attaccato una base dell'ONU ad Abuja, uccidendo undici inviati dell'ONU e altre dodici persone e ferendone oltre cento. Un portavoce del gruppo ha rivendicato l'attacco e ha minacciato altri attacchi contro obiettivi degli Stati Uniti e della Nigeria e ha annunciato che la sola condizione di negoziazione che Boko Haram avrebbe accettato era la liberazione di tutti i membri incarcerati. Poco dopo l'attentato, l'ambasciata statunitense ha annunciato l'arrivo dell'FBI nel paese. Alcuni analisti hanno osservato come il gruppo abbia aumentato il proprio raggio d'azione forse a causa di un'alleanza con al-Qāʿida nel Maghreb islamico.
Dopo l'elezione alla presidenza di Goodluck Jonathan nel maggio 2011, il gruppo ha lanciato una serie di attacchi terroristici in diverse città della Nigeria, compresa la capitale. Il meglio riuscito di questi attacchi è avvenuto in una caserma di Bauchi. Un membro del gruppo ha annunciato che l'attacco era stato compiuto, come prova di fedeltà, da membri dell'esercito desiderosi di unirsi all'organizzazione. Un portavoce dell'esercito ha negato, poco tempo dopo, queste affermazioni sostenendo che: "Questa non è una repubblica delle banane". Tuttavia, l'8 gennaio 2012, il presidente ha annunciato che Boko Haram aveva infiltrati nell'esercito e nella polizia ma anche nell'esecutivo e nel parlamento. Un portavoce dell'organizzazione ha inoltre rivendicato l'assassino del politico Abba Anas Ibn Umar Garbai, il fratello minore di Shehu del Borno, che era stato il più noto musulmano del paese dopo il Sultano di Sokoto. Il portavoce ha aggiunto: "Stiamo facendo quel che facciamo per combattere l'ingiustizia, se loro interromperanno le loro azioni sataniche e le ingiustizie, noi smetteremo di fare quello che stiamo facendo."
Boko Haram ha continuato a compiere omicidi del genere ai danni di molte personalità politiche e religiose, con la presunta intenzione di correggere le ingiustizie nello Stato del Borno. La scia di attentati e massacri è arrivata a portare il paese in una sorta di guerra civile. L'apparente disomogeneità degli attacchi ha portato gli analisti a chiedersi se Boko Haram fosse un gruppo coeso: è stato messo in luce come i gruppi militanti nella regione del Delta del Niger, ricca di petrolio, perseguano scopi differenti. A novembre del 2011, il Servizio di Sicurezza dello Stato ha annunciato che quattro diverse organizzazioni criminali agivano sotto il nome di "Boko Haram".
In questa fase, generalmente gli attentati coinvolgevano agenti di polizia, uccisi a casa o al lavoro. Il movente per simili azioni potrebbe essere la vendetta della morte di Mohammed Yusuf, oppure il fatto che essi rappresentino il potere costituito, oppure potrebbe anche mancare un pretesto di qualsiasi tipo. Infatti, l'arresto di cinque agenti per l'omicidio di Yusuf non ha ridotto il numero degli attacchi che in totale hanno causato la morte di centinaia di poliziotti, determinando anche un aumento della criminalità comune. La risposta del governo ai disordini è stata quella d'investire considerevolmente in attrezzature di sicurezza, spendendo cinque miliardi e mezzo di dollari, il 20% del bilancio complessivo dello Stato, per unità di rilevazione delle bombe e altre misure di sicurezza, oltre 470 milioni per acquistare dalla Cina un sistema di telecamere a circuito chiuso per sorvegliare le strade di Abuja, che tuttavia non è riuscito nello scopo prefissato di individuare e scoraggiare le azioni terroristiche.
Il fatto che durante le elezioni sia stato sconfitto l'ex dittatore militare Muhammadu Buhari aumenta la tensione politica e religiosa in quanto si credeva che la presidenza sarebbe passata in mano a un candidato settentrionale e musulmano. A seguito delle elezioni vi sono stati scontri in tutti i dodici Stati in cui si divide la Nigeria settentrionale. La campagna di violenza di Boko Haram è culminata in una serie di attentati in tutto il paese il giorno di Natale. Nella periferia di Abuja, a causa di un attentato vi sono stati trentasette morti in una chiesa, il cui tetto è stato spazzato via dall'esplosione. Un residente ha commentato: "Le automobili erano in fiamme e c'erano corpi sparsi ovunque." Eventi simili si erano verificati a Natale negli anni precedenti. Jonathan ha proclamato lo stato d'emergenza nel giorno di Capodanno negli Stati nigeriani di Jos, Borno, Yobe e Niger e ha chiuso il confine internazionale a nordest.

### 2012
Nel 2011 Boko Haram aveva compiuto 115 attacchi terroristici, uccidendo 550 persone, ma nelle sole prime tre settimane del 2012 il gruppo è riuscito a provocare più di metà delle morti complessive dell'anno precedente, il che ha spinto il governo nigeriano a proclamare lo stato di emergenza. Due giorni dopo questo evento, Boko Haram ha intimato ai nigeriani provenienti dal Mezzogiorno ma che abitassero nel Nord del paese di abbandonare la regione entro tre giorni. Tre giorni dopo il gruppo ha lanciato una serie di attacchi su piccola scala contro la popolazione cristiana e l'etnia Igbo, causando centinaia di fughe. A Kano, il 20 gennaio, il gruppo compie la sua azione più sanguinosa fino a quel momento: l'assalto a un palazzo della polizia per un totale di 190 vittime, tra cui un reporter televisivo. L'attacco ha compreso l'uso combinato di autobombe, attacchi suicidi, IED e armi da fuoco convenzionali.

### 2013
Lo Stato nigeriano del Borno, base di Boko Haram, confina con il lago Ciad e con i paesi Niger, Camerun e Ciad. Il conflitto generato da Boko Haram si diffonde anche in questi paesi. All'inizio del 2013, il gruppo ha aumentato le operazioni nel Camerun settentrionale ed è stato partecipe di attività criminali sui confini di Ciad e Niger. Boko Haram è stato correlato con una serie di rapimenti, spesso conseguiti con la collaborazione con il gruppo terrorista Ansaru, una cellula scissionista dell'organizzazione.
L'ufficio statunitense per il controterrorismo offre questo riassunto delle operazioni internazionali di Boko Haram:
Boko Haram è spesso riuscito a eludere l'esercito nigeriano rifugiandosi sulle colline circostanti il confine con il Camerun, paese il cui esercito sembrava restio a confrontarsi con i miliziani del gruppo. Nigeria, Ciad e Niger avevano formato il Multinational Joint Task Force nel 1998. Nel febbraio 2012, il Camerun ha firmato un patto con la Nigeria per stabilire un Joint Trans-Border Security Committee (comitato di sicurezza transfrontaliero congiunto) che è stato inaugurato nel novembre 2013, quando il Camerun ha annunciato di voler condurre, nel 2014, controlli di frontiera "coordinati ma separati".
Nel tardo 2013 Amnesty International ha considerato credibile l'informazione che oltre 950 prigionieri appartenenti a Boko Haram sono morti, nella prima metà dell'anno, durante la prigionia, principalmente nei centri di detenzione a Maiduguri e Damaturu. Nel dicembre 2013, il ministero dell'interno del Regno Unito riporta:
Nel maggio 2013 lo stato di emergenza è stato esteso anche agli Stati nigeriani di Adamawa e Yobe, oltre all'originario Borno. Nei dodici mesi successivi 250 000 persone abbandoneranno i tre Stati, seguite da altre 180 000 tra il maggio e l'agosto del 2014 mentre 210 000 fuggiranno dagli Stati circostanti portando gli sfollati del conflitto a 650 000. Molte migliaia abbandoneranno la Nigeria. Ad agosto 2014, un video mostrava l'esercito e le milizie alleate uccidere persone con metodi quali il taglio della gola e gettare i loro cadaveri in fosse comuni.
Dal giugno 2013 il Dipartimento di Stato degli Stati Uniti d'America offre sette milioni di dollari a chi darà informazioni che portino alla cattura di Abubakar Shekau, capo dell'organizzazione.

### 2014

#### Rapimento di 500 studentesse
Nell'aprile 2014 Boko Haram ha rapito 500 ragazze a Chibok, nel Borno. Oltre cinquanta di esse sono presto riuscite a scappare, ma le rimanenti non sono state rilasciate. Shekau ha annunciato che intendeva venderle come schiave. L'evento ha portato Boko Haram all'attenzione dei media globali, anche grazie ai discorsi tenuti sul tema dalla first lady degli Stati Uniti d'America Michelle Obama.

#### Attività in Camerun
Boko Haram ha continuato a rafforzare la propria presenza nel Camerun settentrionale. In un attacco contro una società di costruzioni a Waza, vicino al confine con la Nigeria, sono stati rapiti dieci lavoratori cinesi e un soldato del Camerun è stato ucciso. Le forze antiterroriste del Camerun hanno provato a intervenire ma si sono rapidamente trovate in inferiorità numerica. A luglio, il villaggio natale del vice primo ministro è stato assalito da circa 200 miliziani: la moglie del vicepremier è stata rapita insieme al Sultano di Kolofata e alla sua famiglia. Nel corso del raid sono state uccise quindici persone, compresi membri della polizia e dell'esercito. La moglie del vicepremier è stata rilasciata a ottobre, insieme ad altri ventisei prigionieri (inclusi i dieci lavoratori cinesi rapiti durante l'attacco a Waza). Le autorità non hanno fatto accenno ad alcun riscatto e il governo del Camerun ha annunciato di non aver mai pagato.
In una serie di attacchi separati, Boko Haram ha provocato la morte di nove passeggeri di un autobus, ha ucciso un militare e ha rapito il figlio di un amministratore locale. Ad agosto, la città nigeriana di Gwoza, vicina al confine con il Camerun, è stata conquistata dal gruppo. In risposta alla crescente attività militare, il presidente del Camerun ha licenziato due alti ufficiali militari e ha inviato nella regione settentrionale un generale di sua fiducia, insieme a rinforzi militari per un totale di mille uomini. Tra maggio e luglio del 2014, arrivano in Camerun circa ottomila rifugiati nigeriani, e oltre il 25% di essi soffre di una forma acuta di malnutrizione. Altri undicimila rifugiati nigeriani hanno attraversato i confini con il Camerun e il Ciad ad agosto.

#### Acquisizioni territoriali e creazione di un califfato islamico
La presa di Gwoza segnala un cambiamento nella strategia di Boko Haram da un orientamento prettamente terrorista e clandestino a un modello organizzativo paramilitare e parastatale di conquista e controllo del territorio. Il gruppo comincia a conquistare territori nella parte orientale del Borno e anche negli Stati di Adamawa e Yobe. Gli attacchi sul confine sono respinti dalle forze militari del Camerun. L'esercito nigeriano ha ufficialmente smentito che Boko Haram avesse conquistato parti del proprio territorio. In un video divulgato dall'AFP ad agosto 2014, Shekau ha dichiarato che Gwoza era ora parte di un califfato islamico.. All'inizio di settembre è stata conquistata la città di Bama, a settanta chilometri di distanza dalla capitale del Borno, Maiduguri. Ci sono state molte fughe dai territori catturati verso Maiduguri, ma molti dei residenti della stessa capitale hanno cominciato ad allontanarsi. L'esercito ha continuato a negare le acquisizioni territoriali da parte di Boko Haram, anche se sono state confermate dai locali in fuga. I guerriglieri di Boko Haram avrebbero cominciato a uccidere uomini e adolescenti nelle zone occupate. I soldati nigeriani hanno rifiutato l'ordine di avanzare nelle città occupate e a centinaia sono fuggiti oltre il confine con il Camerun, ma prontamente rimpatriati. Cinquantaquattro disertori sono stati successivamente uccisi mediante fucilazione.
Il 17 ottobre il capo di stato maggiore della difesa nigeriano ha annunciato che si era giunti a un accordo per un "cessate il fuoco" e ha affermato di essersi messo in contatto con i capi locali dell'esercito per assicurare che l'ordine venisse rispettato. Nonostante l'informazione non fosse stata confermata da Boko Haram, i media di tutto il mondo hanno diffuso la notizia. Due giorni dopo però è giunta l'informazione che gli attacchi di Boko Haram sarebbero proseguiti senza interruzioni.
Il 29 ottobre Mubi, una città di 200 000 abitanti nello Stato di Adamawa, è stata conquistata da Boko Haram, minando ulteriormente la fiducia sulla possibilità di un qualsiasi accordo di pace con i miliziani. Nel frattempo, migliaia di persone sono fuggite a sud, verso Yola, la capitale di Adamawa. Il 31 ottobre, a rafforzare la congettura dei media che voleva che l'annuncio del raggiungimento di un accordo fosse una trovata del presidente Jonathan in vista delle elezioni, giunge un video rilasciato da Boko Haram mediante l'AFP, in cui viene affermato che non era avvenuta alcuna negoziazione. Il 13 novembre venne annunciata la ricattura di Mubi da parte dell'esercito regolare. Lo stesso giorno, Boko Haram raggiunse Chibok, che venne riconquistata dall'esercito due giorni dopo, però in stato di abbandono. Il 16 novembre si stimò che i miliziani controllassero venti tra città e villaggi. Venerdì 28 novembre, Boko Haram lancia un attacco terroristico alla moschea centrale di Kano, uccidendo 120 persone. Nel corso del mese, il gruppo aveva lanciato 27 attacchi, per un totale di 786 vittime.
Il 3 dicembre è stato riportato che diverse città dell'Adamawa sono state recuperate dall'esercito nigeriano con il sostegno di guerriglieri locali. Bala Nggilari, il governatore dell'Adamawa, ha affermato che l'esercito mirava ad arruolare 4 000 guerriglieri. Il 13 dello stesso mese, Boko Haram ha attaccato il villaggio di Gumsuri nel Borno, uccidendo più di trenta persone e rapendo oltre centro tra donne e bambini.

#### Attacchi nel Camerun a dicembre
Nella seconda metà di dicembre, il gruppo focalizza le proprie attività nella regione dell'Estremo Nord in Camerun, a partire da un'imboscata del 17 a un convoglio militare vicino alla città di confine Amchide a sessanta chilometri da Maroua, la capitale della regione. Un soldato è rimasto ucciso, mentre sarebbero morti 116 miliziani di Boko Haram. A questo attacco, nella notte dello stesso giorno, ne ha fatto seguito un altro con un numero sconosciuto di vittime. Il 22 dicembre, il Rapid Intervention Battalion delle forze armate camerunesi, ha reagito attaccando un campo di addestramento di Boko Haram vicino a Guirdiving e, secondo le stime del Ministro della Difesa, arrestando 45 miliziani e prendendo in custodia 84 bambini tra i sette e i quindici anni che erano sottoposti all'addestramento. I miliziani superstiti sono fuggiti a bordo di pick-up, trasportando con sé anche i propri caduti e non è stata rilasciata alcuna informazione sul numero delle vittime dell'esercito a seguito dell'operazione. Tra il 27 e il 28 dicembre il gruppo attacca contemporaneamente cinque villaggi. Durante l'attacco, l'esercito del Camerun lancia un attacco aereo contro una caserma occupata dai miliziani. Il numero di vittime non è stato divulgato. Il Ministro dell'Informazione Issa Tchiroma ha commentato: "Gli uomini del gruppo hanno attaccato Makari, Amchide, Limani e Achigachia, segnalando un cambiamento nella strategia che consiste nel tenere impegnate le truppe camerunesi su più fronti rendendole più vulnerabili di fronte alla mobilità e all'imprevedibilità dei loro attacchi."

### 2015

#### Massacro di Baga

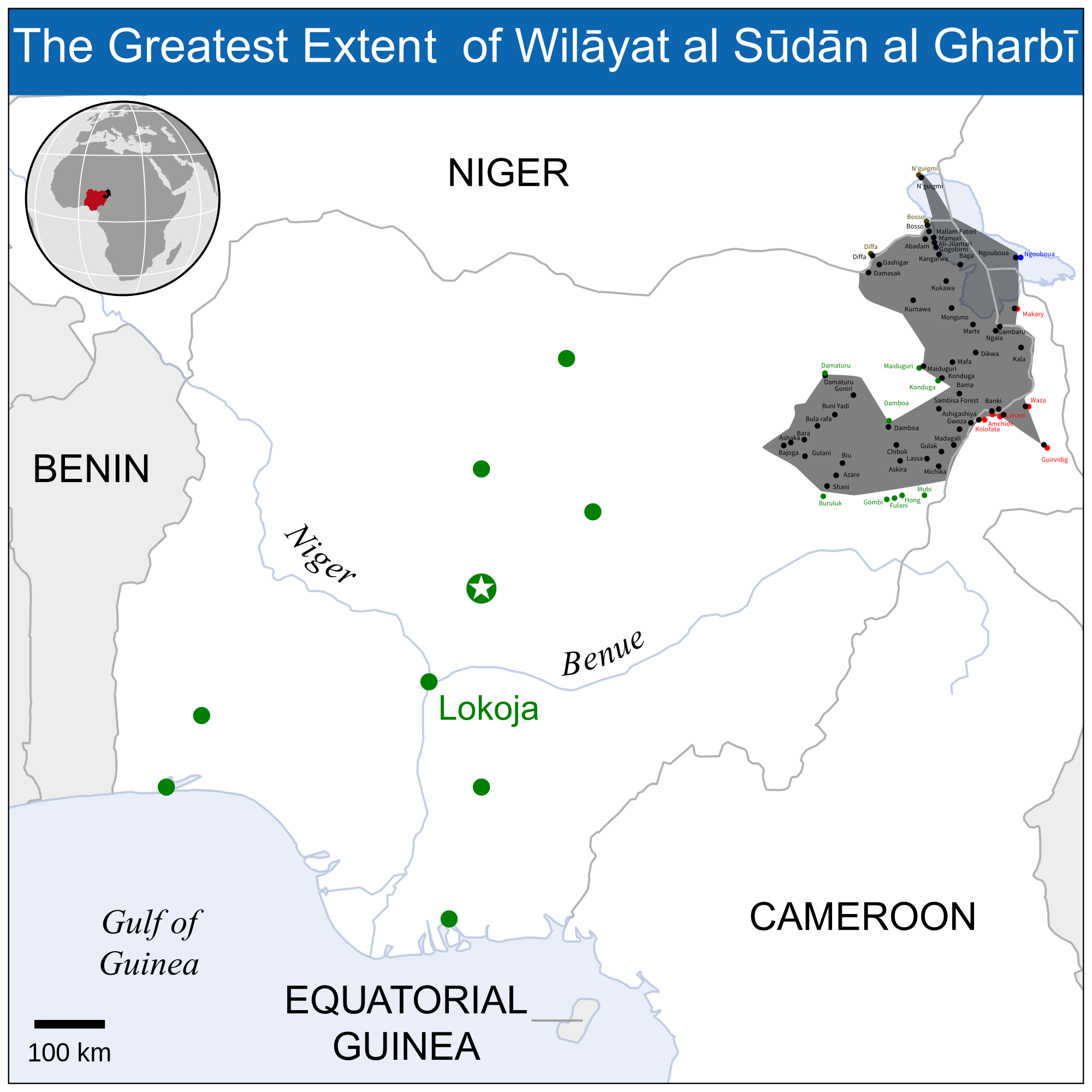
Massima estensione del territorio controllato da Boko Haram, nel gennaio 2015 (grigio scuro)

La città di Baga era la sede del Multinational Joint Task Force, organizzazione che stava combattendo Boko Haram. Il 3 gennaio, i miliziani attaccano la città e la danno alle fiamme, massacrando molti degli abitanti. Alcuni ufficiali locali hanno stimato che il numero di morti era superiore ai 2 000, ma il Ministro della Difesa nigeriano ha affermato che tale stima era "una speculazione e una congettura" ed "esagerata". Il governo nigeriano ha ridimensionato il numero a circa 150 vittime. È da notare, comunque, che la Nigeria è stata spesso accusata di sottostimare il numero di caduti nel tentativo di minimizzare la minaccia di Boko Haram. Alcuni residenti di Baga sono fuggiti in Ciad. Se le stime più alte dovessero essere veritiere, si tratterebbe dell'attacco di Boko Haram con il maggior numero di vittime.

#### Nuove incursioni in Camerun
Il 12 gennaio Boko Haram ha attaccato una caserma camerunese a Kolofata. Le forze governative hanno dichiarato di aver ucciso 143 miliziani al prezzo di un solo uomo. Il 18 gennaio, Boko Haram ha assalito due villaggi nell'area di Tourou in Camerun e ha incendiato case, ucciso alcuni residenti e rapito dalle 60 alle 80 persone, tra cui circa 50 giovani tra i 10 e i 15 anni.

#### Operazioni contro Boko Haram e l'alleanza con lo Stato Islamico

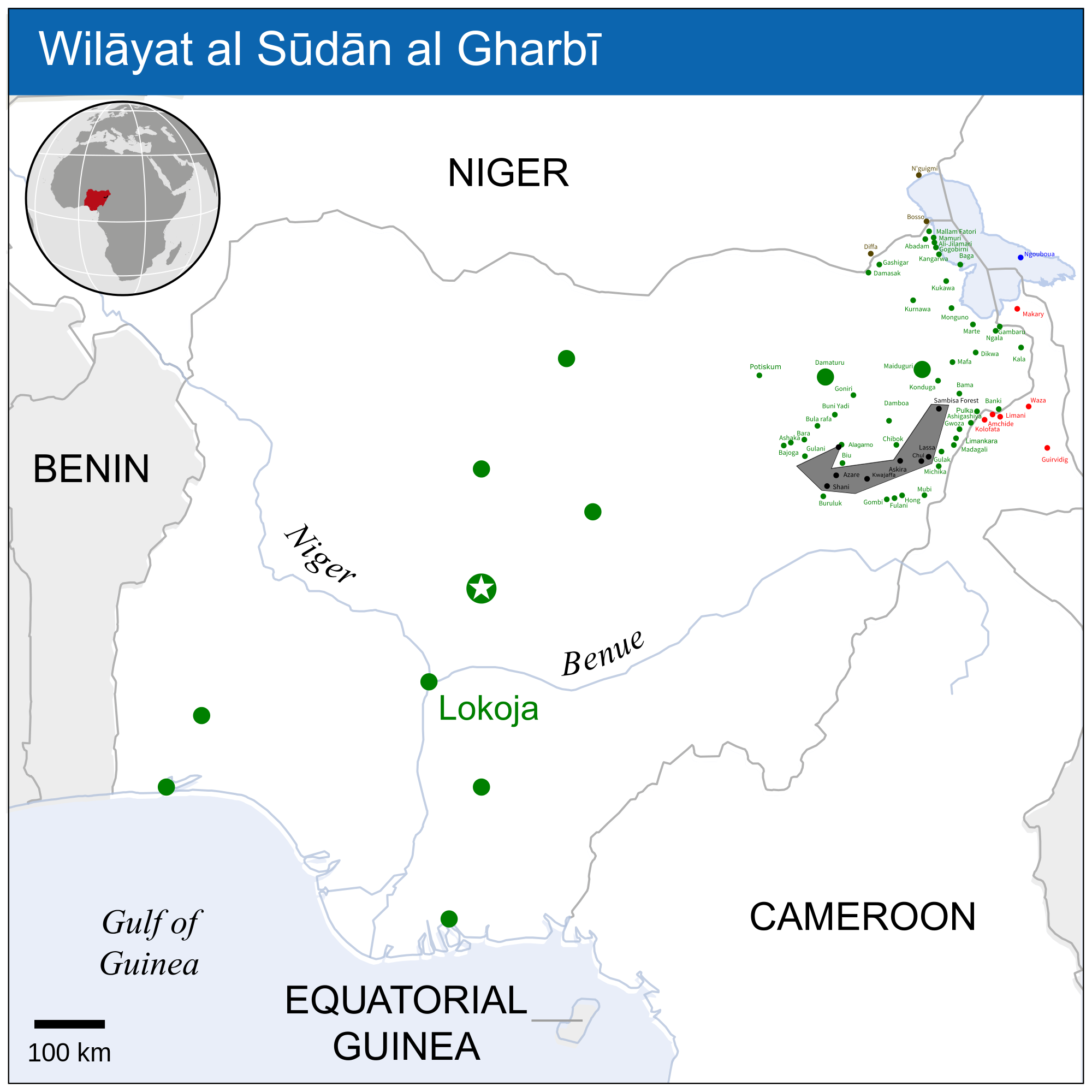
Estensione del territorio controllato da Boko Haram al 10 aprile 2015 (grigio scuro)

A partire dalla fine di gennaio 2015 una coalizione delle forze militari della Nigeria, del Ciad, del Camerun e del Niger ha cominciato una controffensiva all'insurrezione di Boko Haram. Il 4 febbraio, l'esercito del Ciad ha ucciso oltre duecento miliziani. Per rappresaglia, Boko Haram ha lanciato un attacco nella città di Fotokol, uccidendo 81 civili, 13 soldati del Ciad e 6 del Camerun.
Il 7 marzo 2015 Abubakar Shekau, leader di Boko Haram, ha inviato, sull'account Twitter dell'organizzazione, un messaggio in cui ha promesso fedeltà allo Stato Islamico. Il portavoce dell'esercito nigeriano Sami Usman Kukasheka ha detto che il messaggio era un segno di debolezza e ha descritto Shekau come "un uomo che sta annegando". Il 12 marzo, Abu Mohammad al-Adnani, portavoce dell'IS, ha rilasciato un messaggio audio in cui ha accolto con favore il pegno di fedeltà e lo ha descritto come un ampliamento del califfato nell'Africa occidentale.
Nello stesso mese i residenti di Damasak, una città nigeriana liberata, hanno testimoniato che Boko Haram ha rapito oltre 400 donne e bambini dalla città durante la ritirata davanti alle forze della coalizione. Il 27, l'esercito nigeriano ha riconquistato Gwoza, che si credeva essere la sede del quartier generale di Boko Haram. Il giorno successivo, giorno delle elezioni, Boko Haram ha ucciso quarantuno persone per dissuadere la popolazione dall'andare a votare.
Sempre nello stesso mese è stata liberata Bama. Le autorità nigeriane hanno affermato di aver riconquistato 11 dei 14 distretti precedentemente controllati da Boko Haram. Ad aprile, i militari nigeriani hanno catturato quattro capi di Boko Haram nella foresta di Sambisa, liberando circa trecento donne. Si crede che i miliziani di Boko Haram si siano ritirati sui Monti Mandara, lungo il confine tra Nigeria e Camerun.
In ottobre gli Stati Uniti hanno ufficializzato l'invio di armi e di un piccolo contingente di militari (circa 90) in Camerun, con l'obiettivo di supportare lo Stato africano nella lotta contro Boko Haram.

### 2016

#### La strage di Dori
Il 30 gennaio 2016 almeno 86 persone sono state uccise e almeno altre 62 ferite in un attacco di militanti di Boko Haram nel villaggio di Dalori, che si trova a 4 chilometri da Maiduguri, in Nigeria. L'esercito nigeriano non è stato in grado di combattere i militanti fino all'arrivo dei rinforzi, costringendo Boko Haram a ritirarsi.

#### Indebolimento e divisione
Le cifre della Johns Hopkins University hanno indicato che Boko Haram ha ucciso 244 persone nel secondo trimestre del 2016, il dato trimestrale più basso in cinque anni. All'inizio di agosto 2016, l'ISIS ha annunciato di aver nominato Abu-Musab al-Barnawi come nuovo leader del gruppo. In un video pubblicato pochi giorni dopo, Shekau ha rifiutato di accettare la nomina di al-Barnawi come leader e ha promesso di combatterlo dichiarando di essere ancora fedele al leader dell'ISIS, Abu Bakr al-Baghdadi. Da allora il gruppo si è diviso in fazioni pro-Barnawi e pro-Shekau, con relazioni di scontri armati che scoppiano tra loro. Shekau, dopo la divisione, ha pubblicato dei video in cui si riferisce al suo gruppo con il suo precedente nome di Jamatu Ahlis Sunna Lidawatti wal Jihad. Il 31 agosto 2016, il maggior generale Lucky Irabor ha dichiarato che i militanti ora controllano solo alcuni villaggi e città vicino al lago Ciad e nella foresta di Sambisa. Ha inoltre affermato che i militari si aspettavano di riconquistare le ultime roccaforti del gruppo entro poche settimane.

### 2017

#### L’incremento degli attentati suicidi da parte dei bambini
L'UNICEF ha riportato un aumento di attentati suicidi infantili con 27 incidenti verificatisi nei primi tre mesi del 2017 in Nigeria, Niger, Camerun e Ciad, rispetto ai 30 dell'intero anno precedente, 56 nel 2015 e 4 nel 2014. Bambini rapiti che fuggono da Boko Haram sono spesso tenuti in custodia o ostracizzati dalla loro comunità o famiglia. Patrick Rose, coordinatore regionale dell'UNICEF, ha dichiarato: "Sono tenuti in caserme militari, separati dai loro genitori, senza seguito medico, senza supporto psicologico, senza istruzione, in condizioni e per durate sconosciute". Secondo la ONG: "Il rifiuto della società di questi bambini, e il loro senso di isolamento e disperazione, potrebbe renderli più vulnerabili alle promesse di martirio attraverso l'accettazione di missioni pericolose e mortali".

## Organizzazione

### Ideologia
Boko Haram è un movimento sunnita salafita, influenzato dal wahhabismo, una corrente integralista che persegue l'applicazione letterale della Shari'a. Nel 2009, il gruppo ha aumentato la sua attività jihadista. Il gruppo comprende anche elementi che non seguano la dottrina salafita. Lo scopo del gruppo è quello d'instaurare uno Stato islamico in Nigeria, con la Shari'ha come base del sistema legale. Inoltre si oppone all'occidentalizzazione della società nigeriana e alla diseguaglianza economica tra il settentrione islamico e la parte meridionale del paese a maggioranza cristiana. L'imposizione della Shari'a nel Nord del paese, cominciata con lo Stato di Zamfara e diffusa, nel 2002, a dodici Stati nigeriani, potrebbe essere collegata a un legame tra Boko Haram e le autorità locali.
Una delle possibili ispirazioni sul piano ideologico per il gruppo potrebbe essere l'autoproclamato profeta Mohammed Marwa, soprannominato "Maitatsine" (letteralmente colui che maledice gli altri), un predicatore nato nel Camerun settentrionale che ha condannato la lettura di altri libri all'infuori del Corano. In un'intervista per la BBC nel 2009, Yusuf ha riaffermato le sue posizioni antioccidentali e ha negato teorie scientifiche quali l'evoluzione, la forma a geoide della Terra (più comunemente detta sfericità della Terra) e l'esistenza del ciclo dell'acqua.

### Struttura
La struttura di Boko Haram è gerarchica e al suo vertice vi è un capo globale; ciò nonostante, talvolta il gruppo sembra agire come un insieme a rete di cellule indipendenti. È quindi difficile stabilire quali siano i confini dell'organizzazione e quanti attacchi siano ordinati dal vertice centrale e in quanti invece la leadership sia servita solo come ispiratrice per gruppi indipendenti. Il nucleo centrale opera come una forza di guerriglia, con battaglioni che vanno dai 300 ai 500 uomini. Il numero totale di miliziani è stimato tra 5 000 e 9 000 unità. La maggior parte di essi proviene dal gruppo etnico Kanuri.
Dal 2002 al 2009, il gruppo è stato diretto dal suo fondatore, Mohammed Yusuf e dopo l'uccisione di questi, che ha causato la sollevazione del gruppo e l'inizio della guerra civile, la leadership è passata ad Abubakar Shekau, il braccio destro di Yusuf, che la detiene tuttora. Shekau è nato a Yobe, in Nigeria tra il 1965 e il 1975 ed è di etnia Kanuri, attualmente è sposato con una delle quattro mogli di Yusuf. Parla arabo, fula, hausa e la lingua kanuri. Shekau, oltre a essere il leader politico e militare dell'organizzazione, ne è anche la guida spirituale e tiene regolarmente sermoni religiosi ai suoi seguaci. Sotto la sua egida, il gruppo si è espanso.

### Finanziamento
L'economia di Boko Haram è basata principalmente sulle rapine in banca, i sequestri di persona a scopo estorsivo, le estorsioni, lo sfruttamento illegale di risorse naturali e le attività speculative sui criptomercati. Ad esempio, nell'inizio del 2013, degli uomini di Boko Haram hanno rapito una famiglia di sette turisti francesi in Camerun. Due mesi dopo, hanno rilasciato loro e altri 16 ostaggi per un totale di 3,15 milioni di dollari. Il denaro ricavato dai rapimenti dovrebbe essere di molto superiore a qualsiasi donazione fatta loro in passato da al-Qa'ida. Il denaro è spostato da corrieri, rendendolo impossibile da rintracciare e le comunicazioni sono condotte faccia a faccia. La loro modalità d'azione prevede di pagare giovani locali per seguire le operazioni dell'esercito ed è congegnata in modo tale da ridurre al massimo le spese per ogni singolo attacco. Per rifornirsi d'armi il gruppo si affida anche all'equipaggiamento catturato dai soldati nigeriani in fuga durante alcune operazioni. Il gruppo inoltre estorce denaro ai governatori locali: un portavoce di Boko Haram ha dichiarato che Ibrahim Shekarau, governatore di Kano, e Isa Yuguda, governatore di Bauchi, hanno entrambi pagato mensilmente il gruppo terroristico.
Nelle prime fasi della sua esistenza, Boko Haram riceveva denaro da donatori locali che condividevano lo scopo d'imporre la legge islamica e azzerare l'influenza culturale occidentale sulla Nigeria. Più recentemente, Boko Haram ha cominciato a ricevere finanziamenti anche da seguaci stranieri e da iniziative quali false organizzazioni di beneficenza. L'alleanza di Boko Haram con al-Qa'ida nel Maghreb islamico ha permesso al gruppo di ricevere finanziamenti da gruppi nel Regno Unito e in Arabia Saudita. Boko Haram distribuisce le sue fonti di finanziamento attraverso l'utilizzo di una rete di agenti altamente decentralizzata. Il gruppo utilizza un sistema islamico di trasferimento di denaro chiamato hawala, che si basa su una rete estesa di agenti, il che rende difficile tener traccia del denaro. In passato, alcuni funzionari nigeriani sono stati criticati per non essere stati in grado di rintracciare gran parte dei finanziamenti che Boko Haram aveva ricevuto.
Prima che il gruppo divenisse noto internazionalmente dopo le violenze religiose in Nigeria del 2009, Boko Haram non aveva una struttura organizzativa precisa o una catena di comando chiara, ma adesso si sa che è diviso in tre fazioni. Inoltre è ancora argomento di discussione se Boko Haram sia collegato al terrorismo straniero e in che misura i suoi combattenti si siano frequentemente scontrati con il governo centrale nigeriano.
Pur combattendo per obiettivi diversi, il nuovo leader Shekau ha aperto i propri orizzonti dialogici con l'ISIS: infatti egli ne ha adottato atteggiamenti, come ad esempio, la propaganda via web con video a effetto (emblematico quello in cui Shekau proclama la fondazione del proprio gruppo emulando goffamente il video di "presentazione" dello Stato Islamico con protagonista Al Baghdadi). Inoltre pare che l'ISIS finanzi eventuali nuovi gruppi terroristici, mossa da uno spirito di fratellanza e supporto verso questi. Di contro, Al Zawahiri, capo di al Qaida, sembra non vedere in Boko Haram un possibile alleato da sfruttare e favorire.

## Crimini

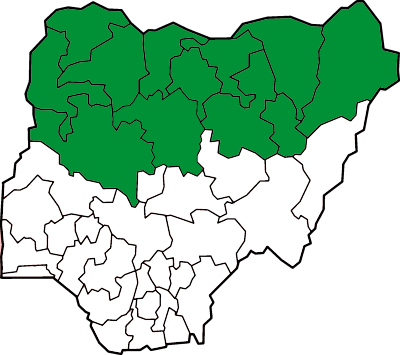
Mappa degli Stati nigeriani dove è applicata la Shari'a (in verde)

Il gruppo è noto per i numerosi attacchi a chiese cristiane e moschee, oltre che per le incursioni in occasione di momenti di raduno come il Ramadan e per le violenze religiose in Nigeria del 2009. Nel solo 2011 fu responsabile di oltre 450 omicidi.
| Cronologia degli scontri | Cronologia degli scontri |
| ------------------------ | --- |
| 7 settembre 2010         | Evasione di Bauchi. |
| 31 dicembre 2010         | Attacco ad Abuja del dicembre 2010. |
| 22 aprile 2011           | Boko Haram libera 14 prigionieri nel corso di un'azione a Yola, in Adamawa. |
| 29 maggio 2011           | Attentati in Nigeria settentrionale del maggio 2011. |
| 16 giugno 2011           | Il gruppo rivendica la responsabilità degli attentati ad Abuja del 2011. |
| 26 giugno 2011           | Esplosione di una bomba in una birreria a Maiduguri. |
| 10 luglio 2011           | Esplosione di una bomba alla Chiesa Battista di Suleja, in Niger. |
| 11 luglio 2011           | L'Università di Maiduguri viene chiusa temporaneamente per alcuni timori sulla sicurezza del campus. |
| 12 agosto 2011           | Il religioso musulmano Liman Bana viene ucciso da un colpo di pistola. |
| 26 agosto 2011           | Attentanti ad Abuja del 2011. |
| 4 novembre 2011          | Attacchi a Damaturu del 2011. |
| 25 dicembre 2011         | Attentati in Nigeria del dicembre 2011. |
| 5–6 gennaio 2012         | Attentati in Nigeria del gennaio 2012. |
| 20 gennaio 2012          | Attentati a Kano del gennaio 2012. |
| 28 gennaio 2012          | L'esercito nigeriano afferma di aver ucciso 11 affiliati a Boko Haram. |
| 8 febbraio 2012          | Boko Haram rivendica un attentato suicida nella base dell'esercito a Kaduna. |
| 16 febbraio 2012         | Un'altra evasione in Nigeria centrale; 119 prigionieri fuggono e una guardia viene uccisa. |
| 8 marzo 2012             | Durante un tentativo britannico di liberare gli ostaggi, l'ingegnere italiano Franco Lamolinara e il britannico Christopher McManus, rapiti nel 2011 da un gruppo scissionista di Boko Haram, sono stati uccisi. |
| 3-7 gennaio 2015         | Boko Haram fa strage nei villaggi. Carneficina nella città nordorientale di Baqa, 200-2 000 morti |
| 10 gennaio 2015          | Boko Haram imbottisce di esplosivo una bambina di 10 anni: 19 morti e 18 feriti al mercato di Maiduguri, capitale dello Stato di Borno                                                                           |
| 11 gennaio 2015          | Boko Haram imbottisce di esplosivo altre due bambine: 3 morti e decine di feriti al mercato della cittadina di Potiskum, nello stato nord-orientale di Yobe                                                      |
| 28 novembre 2020         | Boko Haram sgozza 43 contadini in un campo situato a meno di dieci chilometri da Maiduguri, capitale dello Stato federale di Borno.                                                                              |
| 3 settembre 2024         | Sospetti militanti islamisti di Boko Haram entrano in un villaggio dello stato di Yobe, nel nord-est della Nigeria, sparano su un mercato e danno fuoco a negozi e abitazioni, uccidendo almeno 37 persone.      |